# Langur de les illes Natuna
El langur de les illes Natuna (Presbytis natunae) és una espècie de primat de la família dels cercopitècids. És endèmic de l'illa de Bunguran, a l'arxipèlag de les illes Natuna (Indonèsia). Té una àmplia varietat d'hàbitats naturals que inclouen boscos primaris i talats, així com plantacions de goma. Està amenaçat per la destrucció d'hàbitat i la demanda d'exemplars per fer-los servir com a mascota exòtica.